# Matteo Baiocco
Matteo Baiocco (Osimo, 23 aprile 1984) è un pilota motociclistico italiano, tre volte campione italiano della classe Superbike nel 2011, 2012 e 2016; campione europeo della classe Supersport nel 2003.

## Carriera
Le prime apparizioni in competizioni di rilievo risalgono alla stagione 2001, quando prende parte al Campionato Italiano Velocità ed anche alla prova di Vallelunga del campionato europeo in entrambi i casi correndo nella classe 125. Nel 2002 si classifica al ventiquattresimo posto nel campionato italiano Supersport.
Dal 2003 al 2005 partecipa al mondiale Supersport chiudendo saltuariamente in zona punti. Aveva già maturato una breve esperienza nella stessa categoria chiudendo il campionato europeo 2002 all'undicesimo posto e laureandosi campione continentale nel 2003 in sella a una Yamaha (senza vincere nemmeno una gara). In questa stessa stagione conclude al decimo posto nel campionato italiano Supersport. Nel 2004, in sella ad una Yamaha, si classifica dodicesimo nel campionato italiano Supersport, stesso piazzamento anche la stagione successiva.
Nel 2006 si classifica undicesimo nel campionato italiano Stock1000. Dalla stessa stagione passa anche alla Superstock 1000 FIM Cup, dove lo stesso anno si classifica quinto e l'anno dopo terzo con una Yamaha YZF-R1 del team Umbria Bike, vincendo anche due gare. Sempre nel 2007, è quarto nel campionato italiano Stock1000 dove conquista quattro piazzamenti a podio tra cui una vittoria. Nell'edizione 2008 resta nello stesso campionato passando alla guida della Kawasaki ZX-10R del team O SIX Kawasaki Supported, ma conclude in classifica generale ventesimo non salendo mai sul podio. Nella stessa stagione e con la stessa motocicletta è tredicesimo nel campionato italiano Stock1000. Nel campionato mondiale Superbike 2009 gli viene offerto un contratto dal team PSG-1 Corse per portare in pista la Kawasaki ZX-10R, ma la squadra entra in crisi economica ritirandosi dalle corse, pertanto Baiocco porta a termine il campionato con la Ducati 1098R del team Guandalini Racing. Effettua lo stesso cambio di moto anche nel campionato italiano Superbike dove ottiene una vittoria e tre secondi posti nelle quattro gare disputate chiudendo al terzo posto in classifica.
Nel 2010 si classifica quarto, vincendo una gara, nel campionato Italiano Stock 1000; mentre nel mondiale Superbike guidando una Kawasaki ZX 10R del Team Pedercini, si classifica ventitreesimo. Nella stagione 2011 partecipa al campionato Italiano Velocità in sella alla Ducati 1098R del team Barni Racing, laureandosi campione nazionale nella categoria Superbike con 158 punti, realizzando nelle otto gare in calendario tre vittorie e sei podi complessivi. Nella stessa annata partecipa a tre round del campionato mondiale Superbike in qualità di wild card, ma solo a Misano ottiene un dodicesimo posto in gara 1 mentre nelle restanti cinque gare è sempre ritirato e fuori dalla zona punti, totalizzando pertanto solo 4 punti nella classifica iridata.
Anche l'anno successivo partecipa al campionato italiano Velocità, sempre in sella ad una Ducati del team Barni. Rivince il titolo, stavolta con 180 punti, frutto di quattro vittorie e quattro secondi posti in otto gare. Partecipa inoltre in qualità di wild card nel campionato mondiale Superbike a Misano, mentre a Portimão corre in sostituzione dell'infortunato Niccolò Canepa sulla Ducati 1098R del team Red Devils Roma. Nel 2013 si sposta oltremanica per partecipare al campionato Britannico Superbike, dove aveva già disputato due prove nel 2012, in sella ad una Ducati 1199 Panigale gestita dal team Rapido Sport Racing Ducati, unica squadra ad utilizzare moto Ducati nel campionato. Chiude la stagione al diciassettesimo posto con 53 punti. Nel 2014 fa ritorno nel campionato Italiano Velocità, approdando nel team Grandi Corse & A P Racing, utilizzando sempre una 1199 Panigale. Si piazza secondo in classifica, staccato di 15 punti dal leader Ivan Goi. Nello stesso anno partecipa al Gran Premio di San Marino del mondiale Superbike, non ottenendo punti iridati.
Nel 2015 partecipa al campionato mondiale Superbike, in sella ad una Ducati Panigale R del team Althea Racing, con risultati costanti, tanto da finire la stagione nella top 10 mondiale, chiuderà infatti al 9º posto con 139 punti all'attivo. Non è nella griglia dei piloti titolari per la stagione 2016, ma partecipa comunque a qualche gara in sella alla Ducati Panigale R del team VFT Racing in sostituzione dell'infortunato Fabio Menghi. Conquista inoltre, per la terza volta, il titolo di Campione Italiano Superbike. I dodici punti ottenuti nel mondiale Superbike gli consentono di chiudere al ventiduesimo posto in classifica piloti.
Nel biennio 2017-2018 è pilota titolare nel campionato italiano Superbike con un'Aprilia RSV̩4 FW-STK del team Nuova M2 Racing chiudendo terzo e decimo in classifica. Nel 2019 disputa ancora il CIV, classe Superbike, passando al team DMR Racing in sella ad una BMW S1000RR. Prende punti in tutte le gare in calendario chiudendo al settimo posto. Nel 2020 passa a Ducati con il team ZPM. Pur disputando solo l'evento del Mugello conquista un numero di punti sufficiente da permettergli di chiudere al quindicesimo posto in classifica.

## Risultati in gara

### Campionato mondiale Supersport
| 2003 | Moto   |  |  |  |  |  |  |    |  |  |  |  |  | Punti | Pos. |
| ---- | ------ |  |  |  |  |  |  | -- |  |  |  |  |  | ----- | ---- |
| 2003 | Yamaha |  |  |  |  |  |  | 16 |  |  |  |  |  | 0     |      |

| 2004 | Moto   |    |     |     |     |    |    |    |    |   |    |  |  | Punti | Pos. |
| ---- | ------ | -- | --- | --- | --- | -- | -- | -- | -- | - | -- |  |  | ----- | ---- |
| 2004 | Yamaha | 13 | Rit | Rit | Rit | 17 | 13 | 16 | 15 | 9 | 10 |  |  | 20    | 17º  |

| 2005 | Moto              |    |     |     |    |    |     |  |  |  |  |     |  | Punti | Pos. |
| ---- | ----------------- | -- | --- | --- | -- | -- | --- |  |  |  |  | --- |  | ----- | ---- |
| 2005 | Kawasaki e Yamaha | 14 | Rit | Rit | 15 | NP | Rit |  |  |  |  | Rit |  | 3     | 39º  |

| Legenda | 1º posto        | 2º posto            | 3º posto           | A punti      | Senza punti        | Grassetto – Pole position Corsivo – Giro più veloce |
| Legenda | Gara non valida | Non qual./Non part. | Ritirato/Non class | Squalificato | '-' Dato non disp. | Grassetto – Pole position Corsivo – Giro più veloce |

### Campionato mondiale Superbike
| 2009 | Moto              |     |    |    |    |    |     |     |    |    |    |  |  |  |  |     |     |  |  |  |  |     |    |    |    |    |    |    |     | Punti | Pos. |
| ---- | ----------------- | --- | -- | -- | -- | -- | --- | --- | -- | -- | -- |  |  |  |  | --- | --- |  |  |  |  | --- | -- | -- | -- | -- | -- | -- | --- | ----- | ---- |
| 2009 | Kawasaki e Ducati | Rit | 24 | 19 | 22 | 20 | Rit | Rit | 14 | 17 | 15 |  |  |  |  | Rit | Rit |  |  |  |  | Rit | 16 | 14 | 16 | 12 | 14 | 10 | Rit | 17    | 24º  |

| 2010 | Moto     |    |     |    |    |    |    |    |    |    |     |     |    |    |     |    |    |    |    |     |    |    |    |    |    |    |    |  |  | Punti | Pos. |
| ---- | -------- | -- | --- | -- | -- | -- | -- | -- | -- | -- | --- | --- | -- | -- | --- | -- | -- | -- | -- | --- | -- | -- | -- | -- | -- | -- | -- |  |  | ----- | ---- |
| 2010 | Kawasaki | 17 | Rit | 19 | 18 | 17 | 20 | 18 | 15 | SQ | Rit | Rit | 20 | 18 | Rit | 19 | 19 | 15 | 15 | Rit | 20 | 14 | 17 | 18 | 15 | 15 | 14 |  |  | 9     | 23º  |

| 2011 | Moto   |  |  |  |  |  |  |  |  |  |  |    |     |  |  |     |     |  |  |  |  |    |     |  |  |  |  |  |  | Punti | Pos. |
| ---- | ------ |  |  |  |  |  |  |  |  |  |  | -- | --- |  |  | --- | --- |  |  |  |  | -- | --- |  |  |  |  |  |  | ----- | ---- |
| 2011 | Ducati |  |  |  |  |  |  |  |  |  |  | 12 | Rit |  |  | Rit | Rit |  |  |  |  | 16 | Rit |  |  |  |  |  |  | 4     | 29º  |

| 2012 | Moto   |  |  |  |  |  |  |  |  |  |  |  |  |    |    |  |  |  |  |  |  |  |  |  |  |    |     |  |  | Punti | Pos. |
| ---- | ------ |  |  |  |  |  |  |  |  |  |  |  |  | -- | -- |  |  |  |  |  |  |  |  |  |  | -- | --- |  |  | ----- | ---- |
| 2012 | Ducati |  |  |  |  |  |  |  |  |  |  |  |  | 15 | 10 |  |  |  |  |  |  |  |  |  |  | 15 | Rit |  |  | 8     | 28º  |

| 2014 | Moto   |  |  |  |  |  |  |  |  |  |  |  |  |     |    |  |  |  |  |  |  |  |  |  |  |  |  |  |  | Punti | Pos. |
| ---- | ------ |  |  |  |  |  |  |  |  |  |  |  |  | --- | -- |  |  |  |  |  |  |  |  |  |  |  |  |  |  | ----- | ---- |
| 2014 | Ducati |  |  |  |  |  |  |  |  |  |  |  |  | Rit | NP |  |  |  |  |  |  |  |  |  |  |  |  |  |  | 0     |      |

| 2015 | Moto   |    |   |   |   |    |    |    |    |   |   |     |    |   |    |    |     |     |    |   |   |   |   |   |    |    |    |  |  | Punti | Pos. |
| ---- | ------ | -- | - | - | - | -- | -- | -- | -- | - | - | --- | -- | - | -- | -- | --- | --- | -- | - | - | - | - | - | -- | -- | -- |  |  | ----- | ---- |
| 2015 | Ducati | 11 | 9 | 6 | 8 | 12 | 11 | 12 | 11 | 8 | 6 | Rit | 10 | 6 | 10 | 15 | Rit | Rit | 13 | 8 | 9 | 8 | 6 | 7 | 11 | NP | NP |  |  | 139   | 9º   |

| 2016 | Moto   |  |  |    |    |     |    |    |     |    |     |  |  |  |  |  |  |  |  |  |  |  |  |  |  |  |  |  |  | Punti | Pos. |
| ---- | ------ |  |  | -- | -- | --- | -- | -- | --- | -- | --- |  |  |  |  |  |  |  |  |  |  |  |  |  |  |  |  |  |  | ----- | ---- |
| 2016 | Ducati |  |  | 13 | 13 | Rit | 17 | 14 | Rit | 12 | Rit |  |  |  |  |  |  |  |  |  |  |  |  |  |  |  |  |  |  | 12    | 22º  |

| Legenda | 1º posto        | 2º posto            | 3º posto           | A punti      | Senza punti        | Grassetto – Pole position Corsivo – Giro più veloce |
| Legenda | Gara non valida | Non qual./Non part. | Ritirato/Non class | Squalificato | '-' Dato non disp. | Grassetto – Pole position Corsivo – Giro più veloce |